# Пијамука Мисирска
Света Пијамука Мисирка је хришћанска светитељка. 

## Предање
У житијама се наводи да се Пијамука Мисирка ради Христа није хтела удавати, него се предала подвижништву у кући своје мајке. Узимала је само мало хране, и то сваки други дан, и проводила време у молитви и созерцању. Такође се наводи да је имала дар прозорљивости. 
Умрла је око 377. године.

## Празник
Српска православна црква слави је 3. марта по црквеном, а 16. марта по грегоријанском календару.